# Higginsville (Goldfields-Esperance)
Higginsville is een plaats in de regio Goldfields-Esperance in West-Australië.

## Geschiedenis
In juni 1905 vond Patrick Justice Higgins goud in de streek. Hij ontwikkelde de Sons of Erin-goudmijn. Twee maanden later werkten er 50 mijnwerkers aan de mijn. Hij verkocht de mijn in augustus 1906. Er werden nog verscheidene goudmijnen opgestart op wat het Higginsville-goudveld wordt genoemd.
Higginsville werd in 1907 officieel gesticht en naar P.J. Higgins vernoemd.

## 21e eeuw
Higginsville maakt deel uit van het lokale bestuursgebied (LGA) Shire of Coolgardie waarvan Coolgardie de hoofdplaats is. Het district is de grootste producent van mineralen in de regio Goldfields-Esperance waar een twintigtal mijn- en verwerkingsbedrijven actief zijn. Op het Higginsville-goudveld wordt nog steeds goud geproduceerd .
Volgens het Australian Bureau of Statistics telde Higginsville in 2001 geen inwoners. Het plaatsje werd als verlaten beschouwd. In 2006 telde Higginsville 64 en in 2016 66 inwoners. Tijdens de volkstelling van 2021 bleken weer geen of te weinig inwoners in Higginsville te wonen om in de statistieken opgenomen te worden.

## Transport
Higginsville ligt langs de Coolgardie–Esperance Highway, 750 kilometer ten oostnoordoosten van de West-Australische hoofdstad Perth, 130 kilometer ten zuiden van het aan de Goldfields Highway gelegen Kalgoorlie en 110 kilometer ten zuidoosten van Coolgardie.
De 'Esperance Branch Railway' loopt langs Higginsville. De spoorweg maakt deel uit van het goederenspoornetwerk van Arc Infrastructure.

## Klimaat
Higginsville kent een koud steppeklimaat, BSk volgens de klimaatclassificatie van Köppen.